# Second Amendment Sisters
Second Amendment Sisters, Inc. est une organisation féminine fondée en 1999, en faveur des armes à feu aux États-Unis, plus spécifiquement axée sur les cas de légitime défense.

## Description
Elle interprète le deuxième amendement de la Constitution des États-Unis comme constituant une reconnaissance du droit naturel de tout individu à détenir et à porter une arme, et se donne notamment pour mission auprès de ses membres, d'une part la promotion des règles de sécurité inhérentes au maniement des armes et, d'autre part, la promotion des entraînements nécessaires à l'acquisition d'une bonne adresse en matière de tir.